# Wüstenleguan
Der Wüstenleguan (Dipsosaurus dorsalis) lebt im Südosten Kaliforniens, im südlichen Nevada, im südwestlichen Utah, im westlichen und südlichen Arizona, in Niederkalifornien und in den Wüsten von Sonora und Sinaloa im nordwestlichen Mexiko sowie auf einigen Inseln im Golf von Kalifornien. Sein Verbreitungsgebiet deckt sich mit dem des Kreosotbusches. Der Gattungsname leitet sich vom Griechischen dipsa = „Durst“ und sauros = „Echse“ ab. Die Gattung ist monotypisch, besteht also nur aus dieser einen Art.

## Merkmale
Diese Echsen erreichen eine Gesamtlänge von 40 Zentimetern, wovon der Schwanz fast 60 Prozent ausmacht. Entlang des Rückens bis zur Schwanzwurzel bildet eine Reihe größerer, gekielter Schuppen einen sehr niedrigen Kamm. Die Färbung oberseits ist hellgrau, mit einer braunen und dunkelgrauen Flecken- oder Netzzeichnung auf dem drehrunden Rumpf und auf dem Schwanz. Am Schwanz können sich die Flecken zu einer Ringzeichnung verbinden. Die Bauchseite ist weißlich. In der Paarungszeit schimmern die Flanken beider Geschlechter rosa. Wüstenleguane haben einen runden Kopf mit einer stumpfen Schnauze und großen Ohröffnungen.
Es werden neben der Nominatform noch drei weitere Unterarten unterschieden.

## Lebensweise

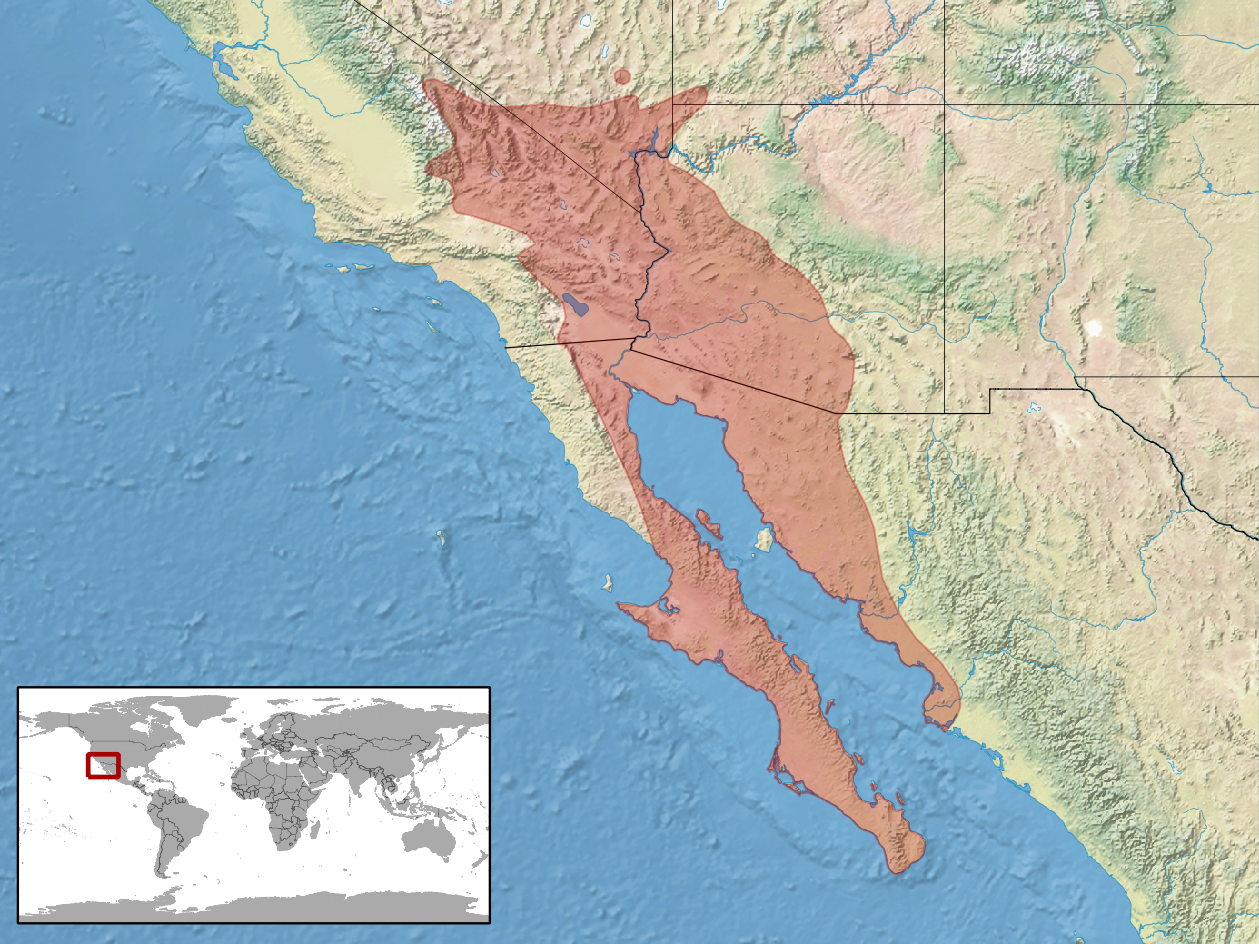
Verbreitungsgebiet

Nach der Überwinterung beginnt im Frühjahr, etwa ab April, die Paarungszeit. Von Mai bis Juli legen die Weibchen bis zu zweimal je zwei bis zehn Eier in den warmen Wüstenboden. Der Schlupf der Jungtiere findet zwischen Juli und September statt.
Die Tiere sind äußerst hitzetolerant und selbst im Hochsommer noch zur Mittagszeit aktiv. Sie können eine Erwärmung des Körpers auf über 47 °C ertragen. Bevorzugt ernähren sie sich von Pflanzen und klettern dazu in Kreosotbüschen und anderen Sträuchern, um Blätter und Blüten zu fressen. Daneben nehmen Wüstenleguane aber auch Insekten und Aas auf. Sie suchen Unterschlupf in selbstgegrabenen Bodenlöchern oder in verlassenen Kängururatten-Bauten.

## Fressfeinde

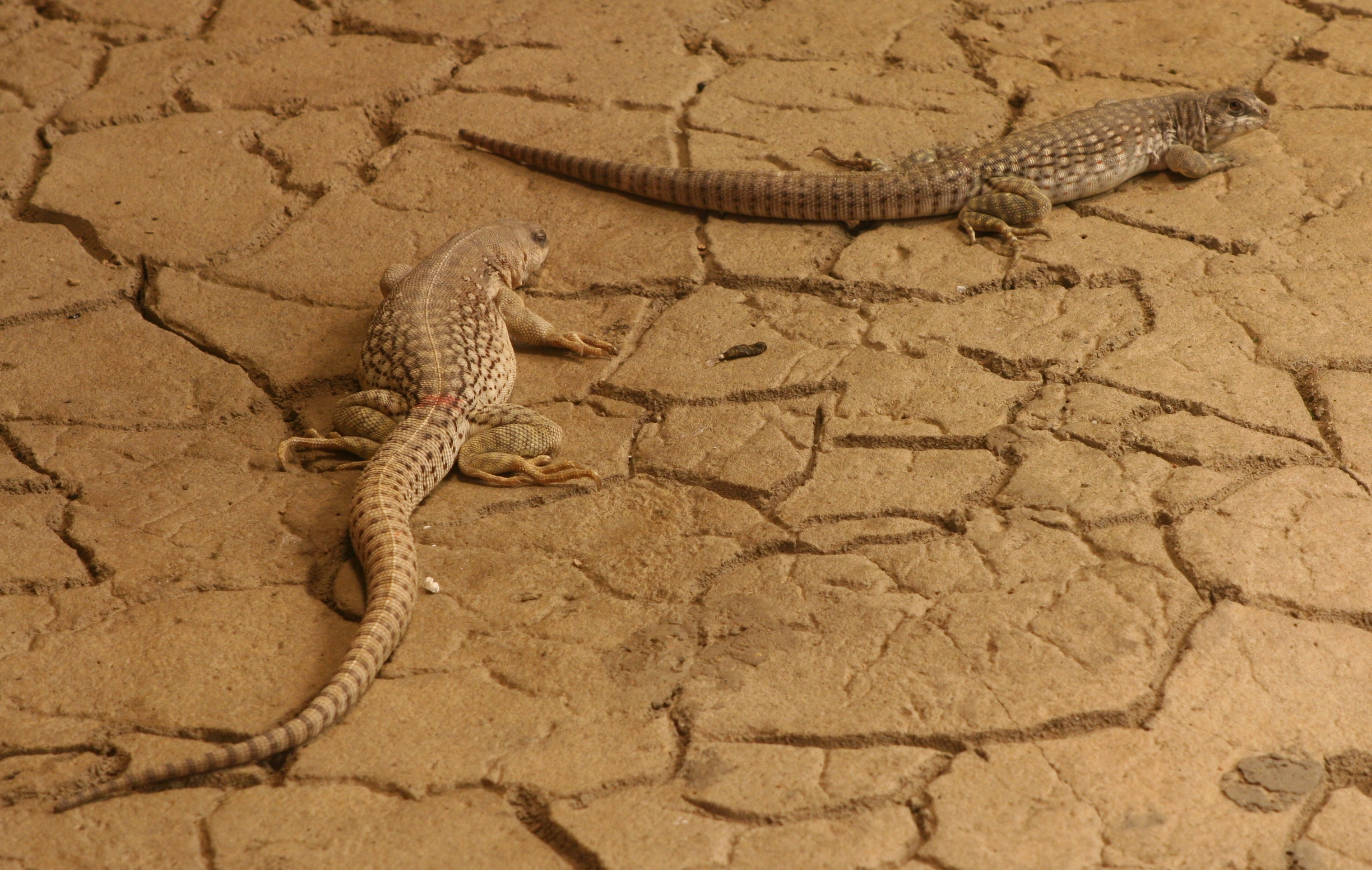
Wüstenleguane

Zu den natürlichen Feinden des Wüstenleguans zählen vor allem Greifvögel; aber auch Kojoten stellen ihm nach. Giftschlangen sind für sie ebenfalls eine Gefahr. Zwar flüchten Wüstenleguane oft zu rasch, um von Schlangen direkt überwältigt werden zu können – dabei laufen sie nur auf den Hinterbeinen und legen die Vorderbeine an den Körper an. Aber wenn ein Leguan und eine Giftschlange im gemeinsamen Erdversteck aufeinandertreffen, nutzt die Schlange diese Gelegenheit und frisst auch einmal einen Wüstenleguan.